# Nieuw-Guinese houtsnip
De Nieuw-Guinese houtsnip (Scolopax rosenbergii) is een vogel uit de familie Scolopacidae (Strandlopers en snippen). Deze vogel is genoemd naar de Duitse natuuronderzoeker Hermann von Rosenberg.

## Verspreiding en leefgebied
Deze soort is endemisch in de bergen van Nieuw-Guinea.